# Heinrich Christian Schumacher
Pour les articles homonymes, voir Schumacher.
À ne pas confondre avec Heinrich Christian Friedrich Schumacher (1757-1830), naturaliste allemand.
Heinrich Christian Schumacher (3 septembre 1780, Bramstedt - 28 décembre 1850, Altona) est un astronome, géodésien et éditeur allemand.

## Biographie
Fils d'un fonctionnaire il est présenté à l'âge de sept ans au roi Frédéric VI de Danemark qui est aussi duc d'Holstein. Il profite plusieurs fois dans sa carrière de cette connaissance. Après la mort de son père, sa mère l'emmène à Altona.
Il étudie le droit à Kiel et Göttingen puis il donne des lectures à l'université de Dorpat (Tartu de nos jours). Le professeur de Schumacher, le professeur Pfaff, directeur de l'observatoire de Dorpat, l'initie aux mathématiques et à l'astronomie. Après son retour, il reçoit une bourse du roi du Danemark pour étudier ces deux matières.
À Göttingen Schumacher débute la géodésie avec Carl Friedrich Gauss. Schumacher reste très lié avec Gauss tout au long de sa carrière. À l'expiration de sa bourse Schumacher et Gauss visitent les astronomes allemand les plus renommés : Heinrich Olbers, Johann Hieronymus Schröter et Friedrich Wilhelm Bessel. Il fait de nombreux séjours chez lui, à Altona, ou il rencontre Johann Georg Repsold dont il utilise régulièrement l'observatoire privé à Hambourg jusqu'en 1808.
En 1810 il devient professeur assistant d'astronomie à Copenhague puis directeur de l'observatoire de Mannheim de 1813 à 1815 et enfin professeur d'astronomie toujours à Copenhague. Il quitte rapidement ce poste, en 1817 pour diriger, au nom du roi Frédéric VI, un levé géodésique allant du méridien de Skagen (57° 44' N) à celui de Lauenburg (53° 22' N) qui est continué par Gauss jusqu'à Hanovre (52° 22' N), où les mesures danoises peuvent être rattachés à celle du reste de l'Europe. En 1820 il reçoit de la société des Sciences de Copenhague la mission de cartographier le Holstein.
En 1821 Schumacher achète une maison à Altona où il installe l'observatoire d'Altona, Frédéric VI alloue un budget pour Schumacher et son équipe et lui permet d'y rester jusqu'à la fin de sa vie.
À la même époque Schumacher commence la publication du Astronomische Nachrichten, les meilleurs astronomes germanophones y participent, Gauss, Bessel, Rümker, Olbers, Encke, Airy, Caroline et William Herschel. Cette revue devient rapidement un moyen de communication prisé des professionnels et est encore publié de nos jours.
Heinrich Christian Schumacher est devenu membre étranger de la Royal Society le 12 avril 1821.
En 1829 il reçoit la médaille d'or de la Royal Astronomical Society.

## Sources
- (en) « Heinrich Christian Schumacher », dans Encyclopædia Britannica [détail de l’édition], 1911 (lire sur Wikisource).